# 黄公林庙
29°49′40.62″N 121°25′51.95″E / 29.8279500°N 121.4310972°E
黄公林庙，又称黄古林庙，位于中国浙江省宁波市海曙区古林镇古林村，清代建筑，始建于唐朝，康熙间毁于火，咸丰九年（1859年）重建，光绪二十九年（1903年）重修，由门楼、戏台、前殿、后殿、后屋、厢房等组成，第一进为门楼，两旁设有偏楼，门楼后连接戏台，第二进为前厅，第三进为中厅，厅前又设戏台，两旁配置看台，第四进为后厅，:381，2012年大修，2013年完工，2014年7月16日公布为鄞州区文物保护单位，2018年12月28日因行政区划调整公布为海曙区文物保护单位。